# Otwarte mistrzostwa teamów kobiet w brydżu sportowym – McConnell Cup
McConnell Cup – Otwarte mistrzostwa świata teamów kobiecych w brydżu sportowym. Impreza nazwana jest na cześć Ruth McConnell, byłej skarbnik Światowej Federacji Brydża (WBF) i byłej prezes Amerykańskiej Ligi Brydża Porównawczego (American Contract Bridge League - ACBL). W imprezie mogą startować zespoły kobiece z różnych krajów bez ograniczeń na liczbę zawodniczek z poszczególnych federacji. Zawody odbywają się w co 4 lata w latach parzystych nieprzestępnych.
Analogiczne zawody to:
- open (rozgrywane od roku 1978): Rosenblum Cup;
- seniorów (rozgrywane od roku 1994): Rand Cup.

## Podsumowanie medalowe
Poniższa tabela pokazuje zawodniczki z jakich krajów zdobyły medale. Jeśli w drużynie, która zdobyła medal, występowały zawodniczki z kilku krajów to każdemu z tych krajów jest on przyznany. Najechanie myszką nad liczbę medali pokazuje numery zawodów na których te medale zostały zdobyte. Dane można sortować według krajów lub liczby medali.
| Podsumowanie medalowe (Stan na 25 października 2014) | Podsumowanie medalowe (Stan na 25 października 2014) | Podsumowanie medalowe (Stan na 25 października 2014) | Podsumowanie medalowe (Stan na 25 października 2014) | Podsumowanie medalowe (Stan na 25 października 2014) |
| F                                                    | Kraj                                                 | Złotych                                              | Srebrnych                                            | Brązowych                                            |
| ---------------------------------------------------- | ---------------------------------------------------- | ---------------------------------------------------- | ---------------------------------------------------- | ---------------------------------------------------- |
| Anglia                                               | Anglia                                               | 1                                                    |                                                      |                                                      |
| Austria                                              | Austria                                              | 1                                                    |                                                      |                                                      |
|                                                      | Chiny                                                | 1                                                    | 1                                                    |                                                      |
| Francja                                              | Francja                                              | _00_00_02_Francja                                    |                                                      | 2                                                    |
| Holandia                                             | Holandia                                             | 1                                                    | 1                                                    |                                                      |
| Indonezja                                            | Indonezja                                            | _00_00_01_Indonezja                                  |                                                      | 1                                                    |
| Niemcy                                               | Niemcy                                               | _00_01_00_Niemcy                                     | 1                                                    |                                                      |
| Rosja                                                | Rosja                                                | 1                                                    |                                                      | 1                                                    |
| Szwecja                                              | Szwecja                                              | _00_00_01_Szwecja                                    |                                                      | 1                                                    |
| Stany Zjednoczone                                    | USA                                                  | 4                                                    | 3                                                    | 5                                                    |
| Razem                                                | Razem                                                | 16                                                   | 8                                                    | 6                                                    |

## Miejsca medalowe
| Otwarte Mistrzostwa Świata Teamów Kobiecych w brydżu sportowym | Otwarte Mistrzostwa Świata Teamów Kobiecych w brydżu sportowym | Otwarte Mistrzostwa Świata Teamów Kobiecych w brydżu sportowym                                                             |
| Lp                                                             | Miejsce                                                        | Zespół i skład |
| -------------------------------------------------------------- | -------------------------------------------------------------- | --- |
| 6:                                                             | 2014, 10 do 25 października, Sanya, (Chiny) 26 zespołów        | 2014, 10 do 25 października, Sanya, (Chiny) 26 zespołów                                                                    |
| 6:                                                             | 1                                                              | Baker Lynn Baker, Sally Brock, Karen McCallum, Marion Michielsen, Nicola Smith, Meike Wortel                               |
| 6:                                                             | 2                                                              | China Team Red Lu Yan, Ran Jingrong, Wang Hongli, Wang Wenfei, Wu Shaohong, Zhang Yu                                       |
| 6:                                                             | 3                                                              | Moss Lynn Deas, Hjordis Eythorsdottir, Joann Glasson, Sylvia Moss, Kerri Sanborn, Janice Seamon-Molson                     |
| 6:                                                             | 3                                                              | Pertamina EP Rury Andhani, Lusje Olha Bojoh, Suci Amita Dewi, Kristina Wahyu Murniati, Conny Sumampouw, Julita Grace Tueje |
| 5:                                                             | 2010, 1 do 16 października, Filadelfia, (USA) 31 zespołów      | 2010, 1 do 16 października, Filadelfia, (USA) 31 zespołów                                                                  |
| 5:                                                             | 1                                                              | CHINA LADIES TEAM Feng Xuefeng, Gu Ling, Lu Yan, Sun Ming, Sun Yanhui, Wang Hongli                                         |
| 5:                                                             | 2                                                              | NETHERLANDS Carla Arnolds, Jet Pasman, Anneke Simons, Martine Verbeek, Bep Vriend, Wietske van Zwol                        |
| 5:                                                             | 3                                                              | FIREMAN Shannon Cappelletti, Catherine d'Ovidio, Danièle Gaviard, Wiktorija Gromowa, Tatjana Ponomariowa, Phyllis Fireman  |
| 4:                                                             | 2006, 9 do 24 czerwca, Werona, (Włochy) 39 zespołów            | 2006, 9 do 24 czerwca, Werona, (Włochy) 39 zespołów                                                                        |
| 4:                                                             | 1                                                              | STEINER Wiktorija Gromowa, Marinesa Letizia, Tatjana Ponomariowa, Janice Seamon-Molson, Tobi Sokolow, Carlyn Steiner       |
| 4:                                                             | 2                                                              | NARASIMHAN Jill Levin, Irina Lewitina, Jill Meyers, Hansa Narasimhan, Debbie Rosenberg, Joanna Stansby                     |
| 4:                                                             | 3                                                              | KATT-BRIDGE Kathrine Bertheau, Mari Lindblom, Catarina Midskog, Jenny Ryman                                                |
| 3:                                                             | 2002, 16 do 31 sierpnia, Montreal, (Kanada) 36 zespołów        | 2002, 16 do 31 sierpnia, Montreal, (Kanada) 36 zespołów                                                                    |
| 3:                                                             | 1                                                              | SANBORN Lynn Deas, Irina Lewitina, Jill Meyers, Randi Montin, Beth Palmer, Kerri Shuman                                    |
| 3:                                                             | 2                                                              | RADIN Mildred Breed, Disa Cheek, Rozanne Pollack, Shawn Quinn, Judi Radin, Valerie Westheimer                              |
| 3:                                                             | 3                                                              | BESSIS Véronique Bessis, Bénédicte Cronier, Catherine Saul, Sylvie Willard                                                 |
| 2:                                                             | 1998, 21 sierpnia do 4 września, Lille, (Francja) 56 zespołów  | 1998, 21 sierpnia do 4 września, Lille, (Francja) 56 zespołów                                                              |
| 2:                                                             | 1                                                              | ERHART Maria Erhart, Doris Fischer, Sylvia Terraneo, Terry Weigkricht                                                      |
| 2:                                                             | 2                                                              | AUKEN Daniela von Arnim, Sabine Auken, Katrin Farwig, Barbara Stawowy                                                      |
| 2:                                                             | 3                                                              | TRUSCOTT Jill Meyers, Shawn Quinn, Carol Sanders, Tobi Sokolow, JoAnn Sprung, Dorothy Truscott                             |
| 2:                                                             | 3                                                              | WOOD Mickie Kivel, Ellie Lewis, Terry Michaels, Claire Tornay, Nadine Wood                                                 |
| 1:                                                             | 1994, 17 września do 1 października, Albuquerque, (USA)        | 1994, 17 września do 1 października, Albuquerque, (USA)                                                                    |
| 1:                                                             | 1                                                              | LETIZIA Marinesa Letizia, Jill Levin, Sue Picus, Rozanne Pollack, Judi Radin                                               |
| 1:                                                             | 2                                                              | WOOLSEY Karen Allison, Jo Casen, Dori Cohen, JoAnn Sprung, Sally Woolsey                                                   |
| 1:                                                             | 3                                                              | ALDER Mildred Breed, Amalya Kearse, Joyce Lilie, Jacqui Mitchell, Jo Morse, Tobi Sokolow                                   |
| 1:                                                             | 3                                                              | TORNAY Judi Cody, Shelley Lapkoff, Linda Perlman, Joanna Stansby, Joanna Stansby, Carlyn Steiner, Claire Tornay            |